# Артиге
Артиге (фр. Artigat) насеље је и општина у јужној Француској у региону Миди Пирене, у департману Арјеж која припада префектури Памје.
По подацима из 2011. године у општини је живело 579 становника, а густина насељености је износила 24,23 становника/km². Општина се простире на површини од 23,9 km². Налази се на средњој надморској висини од 265 метара (максималној 434 m, а минималној 242 m).

## Демографија
| 1962. | 1968. | 1975. | 1982. | 1990. | 1999. | 2011. |
| ----- | ----- | ----- | ----- | ----- | ----- | ----- |
| 422   | 470   | 460   | 367   | 416   | 516   | 579   |

График промене броја становника у току последњих година